# Hiển Trinh Công chúa
Hiển Trinh Công chúa (chữ Hán: 顯貞公主), không rõ tên húy, là người vợ duy nhất được biết đến của vua Trần Hiến Tông trong lịch sử Việt Nam.

## Tiểu sử
Chính sử ghi chép rất vắn tắt về Hiển Trinh Công chúa. Theo Đại Việt sử ký toàn thư, bà là trưởng nữ của Bình chương Huệ Túc vương là Trần Đại Niên, một tông thất của nhà Trần. Ngoài công chúa Hiển Trinh, Huệ Túc vương còn người con gái thứ tư, là Ý Từ Công chúa (sau được phong Nghi Thánh Hoàng hậu), lấy Trần Dụ Tông (em khác mẹ với Hiến Tông).
Khai Hựu năm thứ 9 (1337), tháng 7 (âm lịch), Hiến Tông lập công chúa Hiển Trinh làm Thần phi (宸妃). Bốn năm sau (1341), vua Hiến Tông băng hà khi mới 22 tuổi, không có con nối dõi. Công chúa Hiển Trinh cũng không được sử sách nhắc đến kể từ đó.